# Tratado de Londres (1624)
El tratado de Londres de 1624 fue un acuerdo firmado por Inglaterra y las Provincias Unidas de los Países Bajos, en el cual se establecía una alianza militar entre ambos países para enfrentar a los tercios del Imperio español en la guerra de Flandes.

## Contexto
El apoyo de Inglaterra a las Provincias Unidas, que desde 1566-68 estaban enfrentadas contra España en la guerra de Flandes intentando conseguir su independencia del Imperio español, fue uno de los motivos principales que llevaron a la guerra anglo-española de 1585-1604.  Ésta terminó con la firma del  tratado de Londres de 1604, que incluía el compromiso por parte de Inglaterra de cesar en su ayuda militar a las Provincias Unidas.
En 1623-24, con Felipe IV en el trono de España y Portugal, el Conde-Duque de Olivares como su valido,  y Jacobo I como rey de Inglaterra, Escocia e Irlanda, con el Duque de Buckinham como su favorito, volvieron a surgir desavenencias entre ambos países:  el fracaso de las negociaciones de boda entre el príncipe de Gales Carlos Estuardo y la infanta española María Ana, el derrocamiento de los príncipes electores del Palatinado Federico V y su esposa Isabel Estuardo (yerno e hija de Jacobo I) por las fuerzas españolas durante la guerra de los treinta años y las denuncias mutuas de incumplimiento de los acuerdos de paz de 1604, llevaron a Jacobo I a considerar la declaración de guerra a España.
Unidos nuevamente contra su enemigo común España, Inglaterra y las Provincias Unidas reanudaron sus antiguas alianzas militares.

## Condiciones
A las conversaciones para el ajuste del tratado, firmado en Londres el 5 de junio de 1624, asistieron George Villiers, James Hamilton, William Herbert, Edward Conway y Richard Weston, todos ellos miembros del Consejo de Estado y del Consejo Privado del rey Jacobo I de Inglaterra; en representación de los Estados Generales de los Países Bajos estuvieron presentes el embajador de las Provincias Unidas en Londres, Noel van Caron, y los enviados extraordinarios Francis van Aarsens y Albert Joachimi.
El tratado incluyó las siguientes condiciones:
- Las Provincias Unidas podrían reclutar 6.000 soldados ingleses con destino a los Países Bajos.  Durante el tiempo que durase la guerra en Flandes, el coste de la manutención de estas fuerzas sería pagado por Inglaterra a las Provincias Unidas en plazos trimestrales anticipados.  Al término de la guerra, o a la firma de una tregua, las Provincias devolverían a Inglaterra la cantidad recibida, a lo largo de un plazo de tiempo igual al que los soldados ingleses hubieran permanecido en las Provincias Unidas.
- Los soldados y jefes militares ingleses estarían obligados a prestar juramento de fidelidad a las autoridades neerlandesas, quedando bajo su mando.
- En caso de que Inglaterra fuese atacada, las Provincias Unidas deberían enviar en su apoyo una fuerza de 4.000 soldados o su equivalente en dinero.  El pago por la manutención de éstos se haría en condiciones análogas a las establecidas para los ingleses en Holanda.
- Esta alianza tendría validez por espacio de dos años, al cabo de los cuales podría ser prorrogada.

## Consecuencias
Las medidas adoptadas por Inglaterra vendrían a sumarse a la serie de desencuentros habidos con España.  El embajador español en Londres, Carlos Coloma presentó una protesta contra lo que se consideraba una violación de los acuerdos de paz hispano-ingleses de 1604. Ese mismo año se declararía abiertamente la guerra anglo-española.
Al año siguiente, ya bajo el reinado de Carlos I, Inglaterra y las Provincias Unidas renovarían su alianza militar mediante la firma del tratado de Southampton, por el cual ambos países colaborarían en su lucha contra España no sólo en los Países Bajos, sino en todos los territorios del Imperio español.